# Státní znak Severní Koreje
Státní znak Severní Koreje představuje vodní elektrárnu pod národní horou Pektusan (Posvátná hora revoluce). Slunce je nahrazené rudou pěticípou hvězdou s červenými paprsky. Oválný rámeček tvoří rýžové klasy ovázané rudou stuhou nesoucí nápis: 조선민주주의인민공화국 „Korejská lidově demokratická republika“.
Tento znak, přijatý 8. září 1948, byl vytvořen na základě znaku Sovětského svazu, používá komunistickou symboliku, což jasně svědčí o vládě komunistické ideologie v Severní Koreji. 

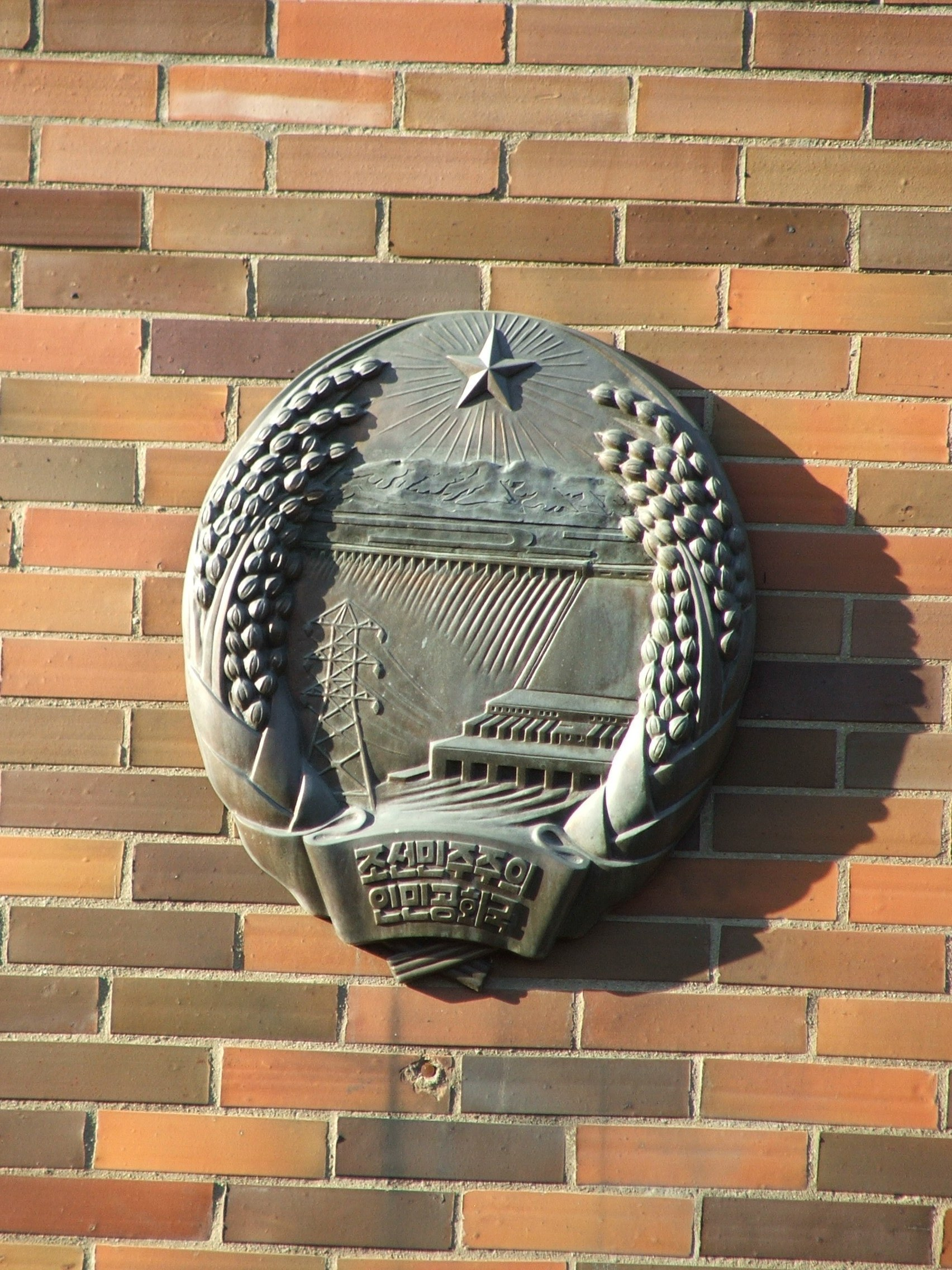
Státní znak Severní Koreje na budově velvyslanectví v Praze
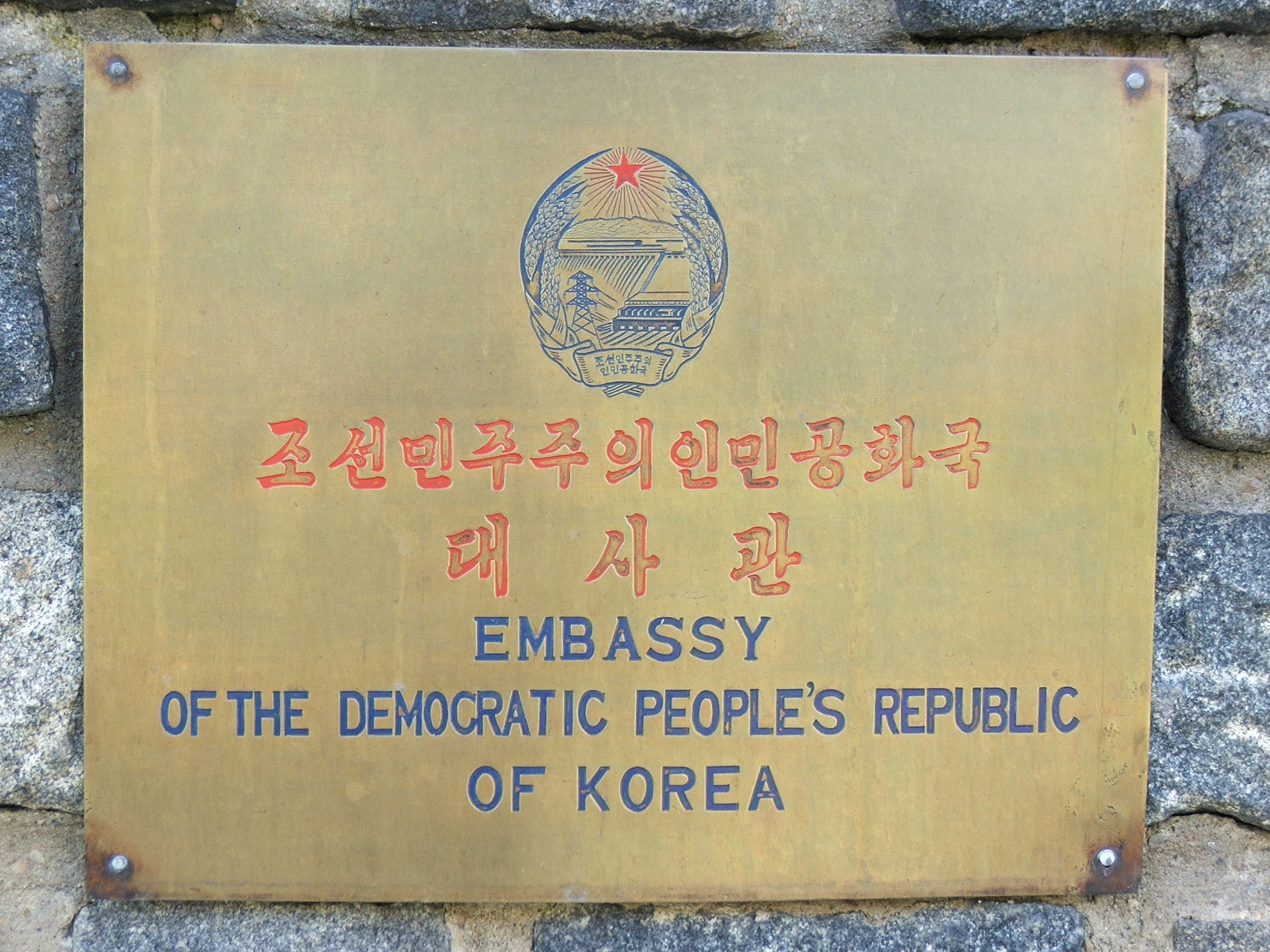
Státní znak Severní Koreje na budově velvyslanectví v Praze
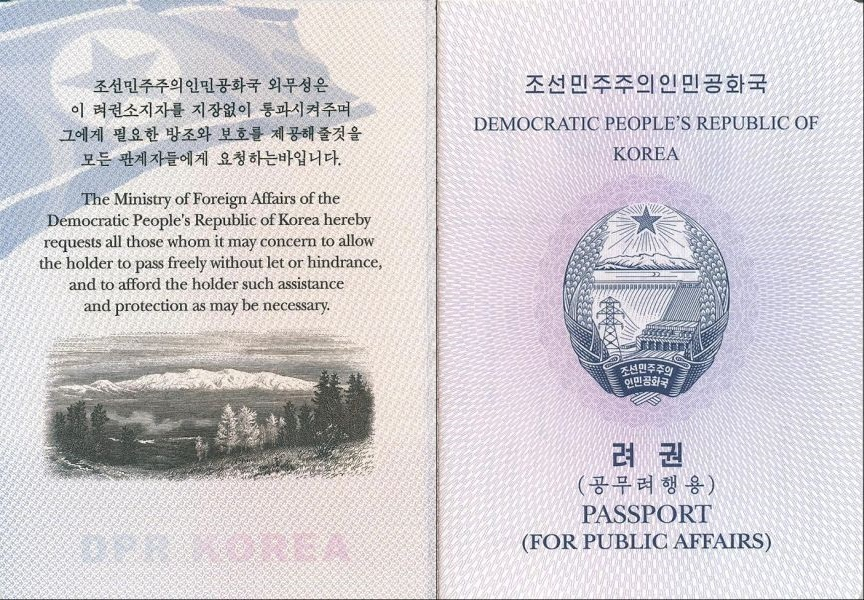
Cestovní pas KLDR se znakem
Státní znak KLDR užívaný v roce 1948